# Апгрейд (фільм)
«Апгрейд» (англ. Upgrade) — австралійський науково-фантастичний бойовик 2018 року про чоловіка, який отримав шанс помститися кривдникам, після імплантації чипа.

## Сюжет
Грей Трейс — автомеханік, разом з дружиною, Ашою, після доставлення автомобіля клієнту потрапляють в аварію. Кілька незнайомців влаштовують стрілянину, в якій Аша отримує смертельне поранення. Грею пошкоджують спинний мозок і він може пересуватися тільки на інвалідному візку. Смерть дружини та проблеми зі здоров'ям викликають у чоловіка тривалу депресію. На допомогу приходить його клієнт Ерон: він розробив чип Стем, який працює як додатковий мозок. Після успішної операції функціональність тіла повністю відновлюється і Грей береться за власне розслідування вбивства Аши.
Трейсу вдається впізнати та дізнатися ім'я одного з нападників. Це був Серк, якого було оновлено внаслідок секретного експерименту. У будинку кривдника, під керівництвом Стема, Грей легко вбиває Серка. Поведінка чипа дивує Ерона, той наполягає на відмові від власного розслідування. Але Трейс не зупиняється, а Стем підмовляє чоловіка позбутися впливу Ерона, знайшовши хакера.
Мати Грея дізнається про наявність Стема й вона розповідає про нього детективу Кортесу. Тим часом Трейс знаходить ватажка Фіска. Фіск розповідає, що його найняли, щоб паралізувати Грея, а потім вживити йому чип. Запис підтверджує сказане. У будинку Ерона розробник зізнається, що Стем керував ним, щоб отримати людське тіло. Стем вбиває Ерона та робить спроби покінчити з детективом. Грей намагається вбити себе.
Грей прокидається в палаті. Дружина пояснює, що він був кілька днів непритомний. Насправді, Грей все ще знаходиться в будинку Ерона. Стем отримав повний контроль над тілом. Свідомість Трейса знаходиться в ідеалістичному світі, де він може проживати решту часу. Стем стріляє в детектива і виходить з будинку.

## У ролях
| Актор               | Роль          |
| ------------------- | ------------- |
| Логан Маршалл-Грін  | Грей Трейс    |
| Бетті Габріель      | Кортес        |
| Гаррісон Гілбертсон | Ерон Кін      |
| Мелані Валлейо      | Аша Трейс     |
| Лінда Кроппер       | Памела Трейс  |
| Бенедікт Гарді      | Фіск Брантнер |
| Саймон Мейден       | Стем (голос)  |
| Крістофер Кірбі     | Толан         |
| Клейтон Джейкобсон  | Менні         |

## Створення фільму

### Виробництво
Зйомки фільму почались в березні 2017 в Мельбурні, Австралія.

### Знімальна група
- Кінорежисер — Лі Воннелл
- Сценарист — Лі Воннелл
- Кінопродюсери — Джейсон Блум, Кайл Ду Фресен, Браян Кавано-Джонс
- Композитор — Джед Палмер
- Кінооператор — Стефан Дучіо
- Кіномонтаж — Енді Кенні
- Художник-постановник — Філісіті Ебботт
- Художник-декоратор — Менді Білек-Вестер
- Художник-костюмер — Марія Паттісон
- Підбір акторів — Ніккі Барретт, Террі Тейлор[4]

## Сприйняття

### Касові збори
У США фільм вийшов 1 червня 2018 року разом зі стрічками «У полоні стихії» та «Action Point» і за оцінками в перший тиждень загальний прибуток склав близько 3 млн $. Пізніше з'явилися дані, що фільм дебютував з дещо вищими від оцінок касовими зборами, заробивши 4,5 млн $ і посівши таким чином шосте місце за касовими зборами. За другі вихідні фільм зібрав 2,2 млн $, посівши дев'яте місце за касовими зборами в цьому тижні.

### Критика
Фільм отримав схвальні відгуки. На сайті Rotten Tomatoes оцінка стрічки становить 86 % на основі 155 відгуків від критиків (середня оцінка 7,2/10) і 86 % від глядачів із середньою оцінкою 4,1/5 (4 082 голоси). Фільму зарахований «свіжий помідор» від кінокритиків та «попкорн» від глядачів, Internet Movie Database — 7,6/10 (66 798 голосів), Metacritic — 67/100 (33 відгуки критиків) і 7,9/10 (187 відгуків від глядачів).

### Номінації та нагороди
| Нагороди та номінації фільму «Апгрейд» | Нагороди та номінації фільму «Апгрейд»                     | Нагороди та номінації фільму «Апгрейд» | Нагороди та номінації фільму «Апгрейд»                              | Нагороди та номінації фільму «Апгрейд» | Нагороди та номінації фільму «Апгрейд» |
| Рік                                    | Кінофестиваль/кінопремія                                   | Категорія/нагорода                     | Номінант                                                            | Результат                              |                                        |
| -------------------------------------- | ---------------------------------------------------------- | -------------------------------------- | ------------------------------------------------------------------- | -------------------------------------- | -------------------------------------- |
| 2018                                   | Премія Австралійської академії кінематографа і телебачення | Найкращий оригінальний сценарій        | Лі Воннелл                                                          | Номінація                              |                                        |
| 2018                                   | Премія Австралійської академії кінематографа і телебачення | Найкраща оригінальна музика            | Джед Палмер                                                         | Номінація                              |                                        |
| 2018                                   | Премія Австралійської академії кінематографа і телебачення | Найкращий монтаж                       | Енді Кенні                                                          | Номінація                              |                                        |
| 2018                                   | Премія Австралійської академії кінематографа і телебачення | Найкращий звук                         | П. К. Гукер, Вілл Файлс, Андрю Ремедж                               | Номінація                              |                                        |
| 2018                                   | Премія Австралійської академії кінематографа і телебачення | Найкраща робота художника-постановника | Філісіті Ебботт, Кеті Шеррок                                        | Номінація                              |                                        |
| 2018                                   | Премія Австралійської академії кінематографа і телебачення | Найкращі візуальні ефекти або анімація | Джонатан Дірінг, Метт Делі, Анжело Сахін, Кейт Барно, Евар Бйарнсон | Номінація                              |                                        |
| 2018                                   | Премія Австралійської академії кінематографа і телебачення | Найкращий грим                         | Кіара Тріподі, Леррі Ван Дуйговен                                   | Номінація                              |                                        |
| 2018                                   | Кінофестиваль у Сіджасі                                    | Найкращий фільм                        | Лі Воннелл                                                          | Номінація                              |                                        |
| 2018                                   | South by Southwest                                         | Нагорода глядачів                      | Лі Воннелл                                                          | Перемога                               |                                        |